# Kuwasi Balagoon
Vous lisez un « bon article » labellisé en 2023.
Kuwasi Balagoon (né Donald Weems le 22 décembre 1946 à Lakeland et mort le 13 décembre 1986 en prison dans l'État de New York) est un membre du Black Panther Party, puis de la Black Liberation Army, devenu anarchiste et militant de la Republic of New Afrika.
Il grandit dans le Maryland pendant la ségrégation, puis effectue son service militaire en Allemagne de l'Ouest, où il fonde un groupe clandestin qui effectue des raids de vengeance contre des militaires qu'ils jugent racistes. À son retour aux États-Unis, il vit chez sa sœur à New York et s'implique dans le militantisme local pour les droits des locataires. Il s'implique en même temps dans le temple yoruba African Theological Archministry, où il change son nom en Kuwasi Balagoon.
Kuwasi Balagoon intègre le Black Panther Party en 1968. L'année suivante, il est arrêté pour le braquage d'une banque ; pendant sa détention provisoire en attente de jugement, il est également inculpé dans le cadre de l'affaire des Panther 21. Il est condamné pour le braquage et innocenté dans le cas des Panther 21. Avec le temps, il remet en question le fonctionnement du Black Panther Party et intègre la Republic of New Afrika dans les années 1970, tout en s'intéressant de plus en plus à l'anarchisme. Il intègre ensuite la Black Liberation Army. Il s'évade deux fois de prison, en 1973 et en 1978.
Il est impliqué dans le braquage de la Brink's de 1981, pour lequel il est condamné à la prison à perpétuité. En prison, il écrit de la poésie ainsi que des articles politiques.
Kuwasi Balagoon meurt en prison, à l'âge de 39 ans, d'une pneumocystose causée par le syndrome d'immunodéficience acquise. Ouvertement bisexuel et notamment en couple à long terme avec une femme transgenre, il est parfois attaqué par ses pairs à ce sujet et aucune mention n'est faite de sa partenaire ni de son orientation sexuelle dans les discours en son honneur lors de ses funérailles organisées par la New Afrikan People's Organization.

## Biographie

### Enfance et éducation
Kuwasi Balagoon naît sous le nom de Donald Weems dans le village noir de Lakeland du comté du Prince George, dans le Maryland, le 22 décembre 1946. Il est le dernier de trois enfants, très actif et peu obéissant, et ses parents s'appellent Mary et James Weems. Ses deux sœurs aînées s'appellent Diane Weems, plus tard Weems Ligon, et Mary Day Weems, plus tard Hollomand. Il est proche de sa grand-mère ainsi que de deux institutrices, dont les noms de famille sont Reed et Shepard, et va à l'école secondaire de Fairmont Heights.
Un jour, le petit ami de sa sœur, Jimmy, est accusé d'avoir violé une femme blanche. Jimmy est enfermé dans la prison du comté, située à Upper Marlboro, avant d'avoir droit à un procès. D'après Balagoon, la délibération dure une quinzaine de minutes et Jimmy est condamné à perpétuité dans la prison d'État du Maryland, dont il s'évade en novembre 1968. C'est là que Balagoon se renseigne sur le racisme d'État et commence à se radicaliser. Au début des années 1960, il est influencé par Gloria Richardson (en), qui mène la lutte pour les droits civiques des personnes noires dans le Maryland. Le mouvement qu'elle mène, le mouvement Cambridge, est surtout connu pour son refus de la résistance passive et son choix de l'auto-défense active comme tactique.

### Service militaire et Da Legislators
Après le lycée, à dix-sept ans, Balagoon intègre l'armée américaine et sert en Allemagne, où il est victime de racisme et d'agressions de la part d'officiers blancs. Il estime que la hiérarchie essaie de pousser les soldats non blancs au « 208 », c'est-à-dire au renvoi pour comportement inapproprié, en multipliant les brimades pour tenter de rendre les soldats agressifs. Il fait également remarquer que ces sanctions retirent le droit de vote aux hommes qui les reçoivent et ont un impact sur leur accès à l'emploi, pour des motifs qui valent normalement une simple réprimande aux hommes blancs.
Il fonde, avec d'autres soldats noirs, un groupe clandestin qui effectue des raids de vengeance contre des militaires racistes,. Le groupe Da Legislators, ou De Legislators, est composé de cinq membres : De Judge, De Prosecutor, De Executioner, Hannibal, et De Prophet. Pendant qu'il vit en Europe, Weems visite Londres où il rencontre des personnes noires et britanniques, africaines ou caribéennes. Il commence alors à adopter un mode de vie afrocentré. Après trois ans de service, il quitte l'armée avec les honneurs en 1967,.

### Militantisme à New York
À son retour d'Allemagne, Balagoon s'installe à New York chez sa sœur Dianne.
Il intègre rapidement un syndicat de locataires, le Community Council on Housing (CCOH), et organise des grèves de paiement du loyer. Il participe à des réunions locales sur le logement et est bénévole pour Project Rescue et le Central Harlem Committee for Self-Defense. Le Central Harlem Committee for Self-Defense fournit de l'eau et de la nourriture aux groupes étudiants qui participent aux manifestations de l'université Columbia en 1968,. À la même époque, il s'implique dans l'African Theological Archministry, un temple yoruba traditionnel dirigé par Adefunmi (en). Adefunmi soutient le nationalisme noir et encourage ses fidèles à s'africaniser. C'est sous cette influence que Donald Weems se renomme en Kuwasi Balagoon : Kuwasi est un prénom ghanéen désignant un homme né un dimanche, et le mot Balagoon signifie seigneur de guerre en yoruba. Il est ainsi rebaptisé au sein du temple par ses pairs. Il refuse dès lors l'utilisation de son ancien nom, affirmant que « Donald » est un prénom chrétien, alors que lui n'est pas chrétien, et que « Weems » est un nom écossais, ce qu'il n'est pas non plus.
En 1967, le Congrès des États-Unis vote contre une loi de financement de l'extermination des rats dans les logements sociaux. En 1967, sa sœur et lui, deux autres locataires d'appartements et le dirigeant du CCOH Jesse Gray sont arrêtés à Washington pour avoir interrompu une session du Congrès en y amenant une cage remplie de rats. Ils refusent de quitter les lieux en invoquant le premier amendement. Après cet événement, le Congrès installe une paroi de plexiglas entre les visiteurs et les sièges des membres élus. Le CCOH perd tous ses fonds au cours de la procédure judiciaire qui s'ensuit et s'auto-dissout.

### Black Panthers

#### Intégration au groupe

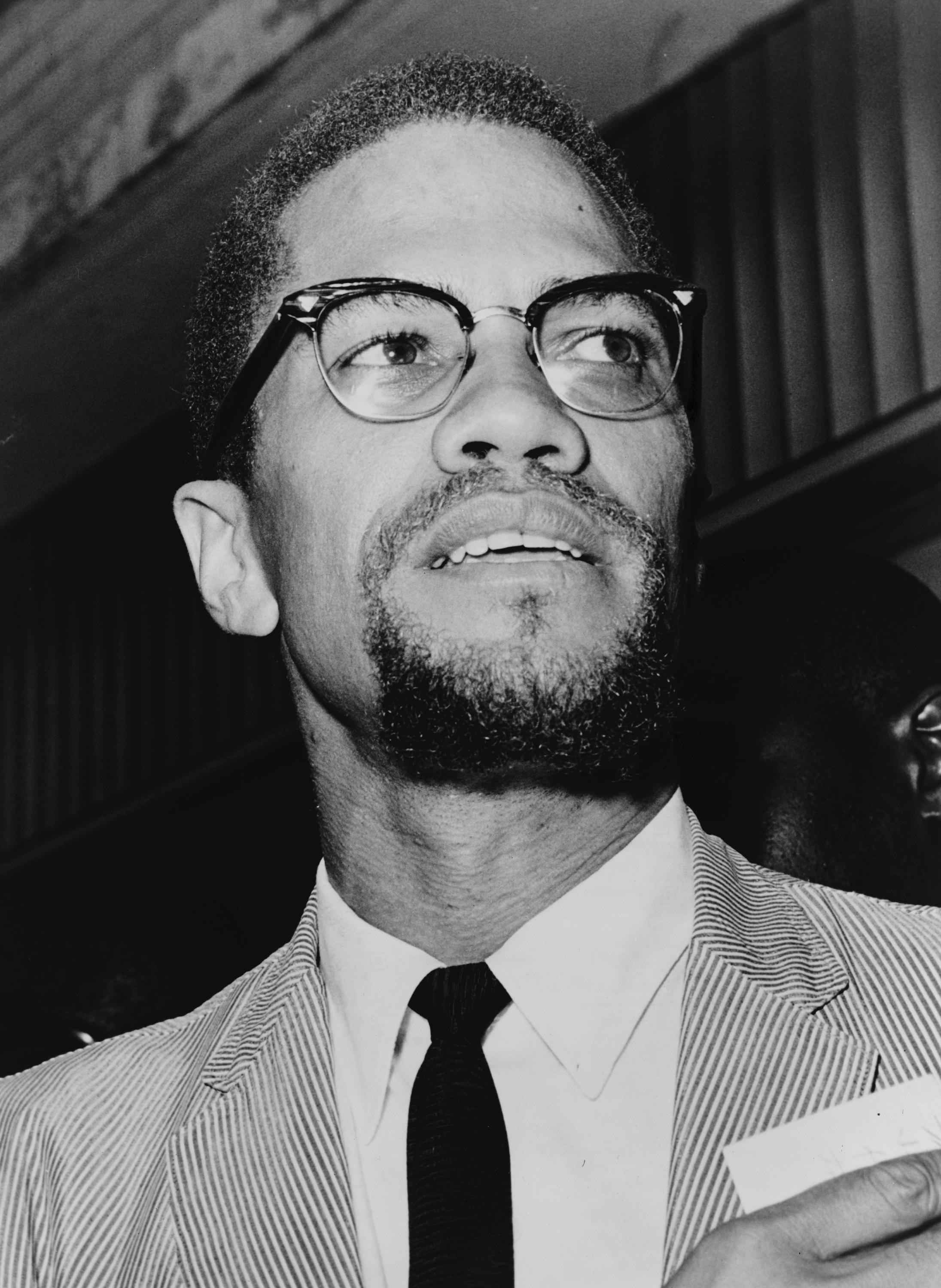
Malcolm X est une inspiration majeure pour Kuwasi Balagoon dans les premières années de son militantisme.

À la fin des années 1960, Balagoon s'implique de plus en plus dans le mouvement Black Power et se penche sur le nationalisme noir. Il explique que « [je suis] devenu un révolutionnaire et j'ai accepté la doctrine du nationalisme en réponse au génocide pratiqué par le gouvernement des États-Unis ». Il s'inspire de Malcolm X, de Robert F. Williams et de H. Rap Brown (en) et estime que la seule façon d'atteindre la libération des personnes noires est une guérilla. Il intègre alors le Black Panther Party, qu'il a découvert en octobre 1967 avec l'arrestation de Huey P. Newton. Il cite l'adoption du maoïsme par les Black Panthers comme une de ses raisons de s'y impliquer.

#### Affaire des Panther 21

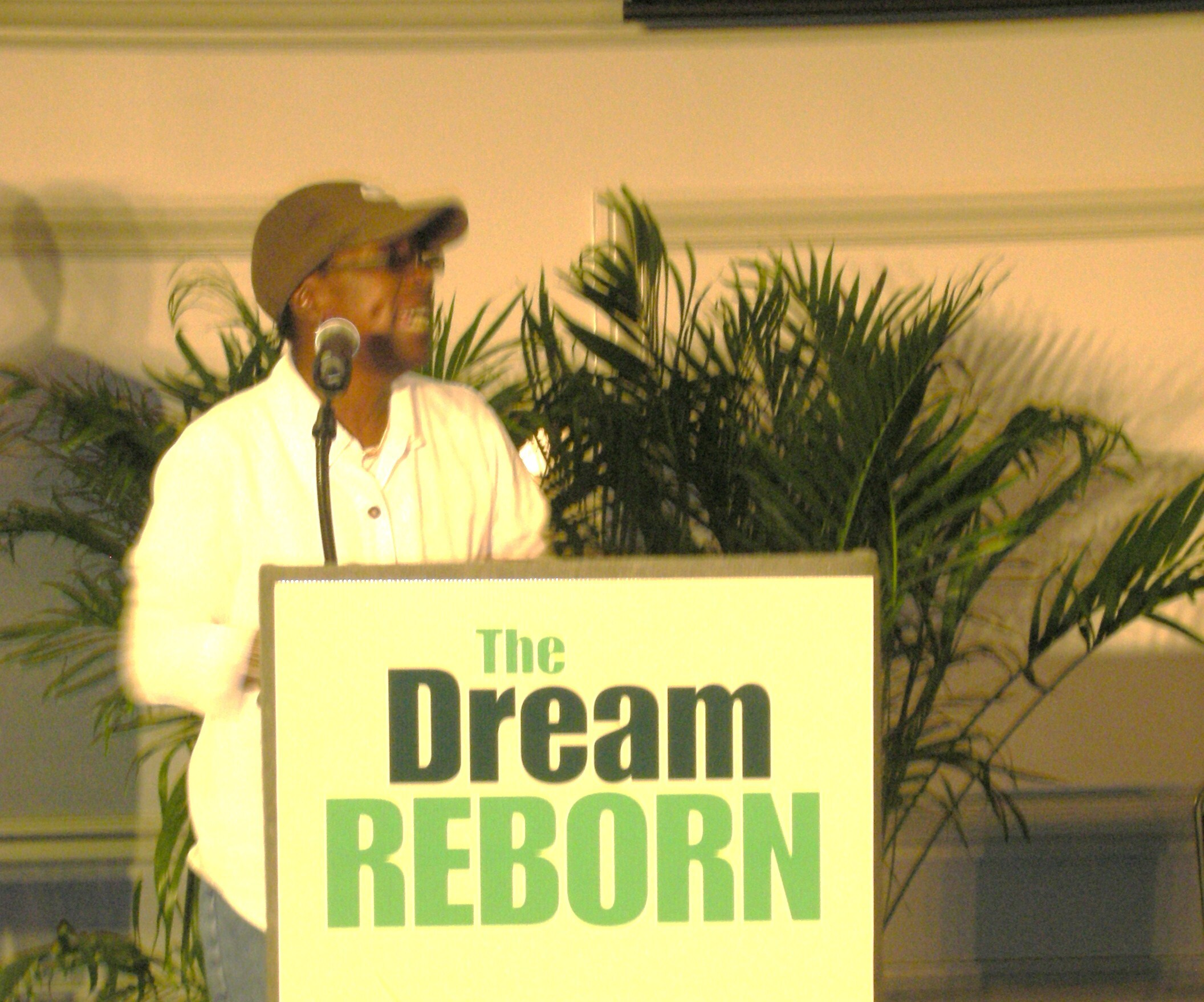
Afeni Shakur est elle aussi arrêtée et innocentée dans l'affaire des Panther 21.

En février 1969, Balagoon et Richard Harris, un autre membre du Black Panther Party (BPP) à New York, sont arrêtés à Newark et accusés d'avoir braqué une banque. Pendant qu'il est en prison en attendant son jugement, le 2 avril 1969, il est inculpé d'association de malfaiteurs en vue de commettre des actes terroristes avec vingt autres membres des Black Panthers, dans ce qui deviendra le cas des Panther 21. La plupart des accusés sont libérés en échange d'une caution ayant été fixée à la somme de 100 000 dollars pour chacun, somme énorme dépassant celle ordonnée par la suite pour des militants blancs soupçonnés d'avoir organisé des attentats et inhabituelle pour des accusés dénués de casier judiciaire. Sekou Odinga et lui-même sont accusés d'avoir essayé d'assassiner des policiers new-yorkais et n'ont pas droit à une libération sous caution. La défense de Balagoon établit que l'accusation est fondée sur le témoignage de Joan Bird, une membre des Black Panthers qui aurait fait ses aveux sous la torture. Odinga parvient à s'évader et rejoint Eldridge Cleaver en Algérie.
La première semaine d'octobre 1970, attendant toujours le jugement, des membres du Black Panther Party, dont Balagoon, provoquent des émeutes simultanées dans deux prisons,,. Balagoon est en prison dans le Queens avec Lumumba Shakur et Kwando Kinshasa. Ensemble, ils prennent sept otages. Pendant que les autorités tentent de négocier avec les mutins, qui exigent des procès plus rapides et des meilleures conditions de vie en prison, Balagoon essaie de s'assurer que les décisions sont prises par consensus. Il estime que les prisonniers donnent trop de pouvoir aux Black Panthers et ne prennent pas assez d'initiatives, mais il exprime sa conviction que les émeutes, qui se soldent par un échec, ont quand même prouvé que des personnes normales peuvent remettre en question le pouvoir de l'État.
Balagoon est acquitté avec les autres Panther 21, mais condamné pour le braquage du New Jersey en octobre 1971. Il plaide coupable et est condamné à une peine d'emprisonnement de 23 à 29 ans,. Il se définit comme prisonnier de guerre. Il publie plusieurs textes, dont des poèmes, dans l'ouvrage collectif des Panther 21, Look for Me in the Whirlwind,.

### Black Liberation Army
Balagoon remet en question la direction du BPP, surtout quand Geronimo Pratt est expulsé du parti après son arrestation pour le meurtre de Caroline Olsen, même si le jugement est annulé en 1997. Les Panthers des côtes ouest et est continuent à se diviser, entre autres sur le choix du panafricanisme ou de l'internationalisme. Quand la direction californienne du parti renvoie les New Yorkais Dhoruba bin Wahad (en), Michael Tabor et Connie Matthews, le chapitre local se sépare officiellement de l'organisation nationale.

Dans les années 1970, Balagoon intègre la Republic of New Afrika.

Balagoon est en prison, mais il se tient au courant des nouvelles et les trouve désespérantes. Il s'intéresse alors de plus en plus à l'anarchisme, comme d'autres Black Panthers emprisonnés avec lui. Il critique les pays communistes de son époque comme la Chine, le Zimbabwe et l'URSS, y voyant un capitalisme d'État et de nouvelles formes d'oppression. Il accuse le BPP d'avoir oublié les combats quotidiens des personnes noires en Amérique du Nord et de ne plus se concentrer que sur la défense de ses membres accusés de crimes. Il intègre alors la Black Liberation Army, qui cherche à mener une guerre clandestine contre l'État, estimant que la répression engendre la résistance.
Le 27 septembre 1973, Balagoon s'évade de prison et commence une cavale de huit mois. Il est arrêté quand il tente d'aider Richard Harris à s'évader pendant un enterrement pour lequel Harris a le droit de sortir de prison temporairement. Balagoon et Harris sont tous deux blessés par balle par des policiers et retournent en prison. Pendant la suite de sa peine, Balagoon lit des anarchistes comme Wilhelm Reich, Emma Goldman, Errico Malatesta, Buenaventura Durruti et Severino Di Giovanni et tente d'appliquer leurs réflexions à la cause noire. Il rejoint également la Republic of New Afrika et commence à se décrire comme un « New Afrikan Anarchist ». Il est reconnu plus tard comme l'anarchiste de Nouvelle-Afrik le plus célèbre. Son intérêt pour l'anarchisme s'explique entre autres par sa volonté d'éviter le culte de la personnalité des groupes hiérarchisés, comme ça a été le cas avec Huey Newton et Eldridge Cleaver au sein du Black Panther Party ; il apprécie aussi, étant lui-même bisexuel, les écrits d'Emma Goldman défendant les droits des homosexuels. 

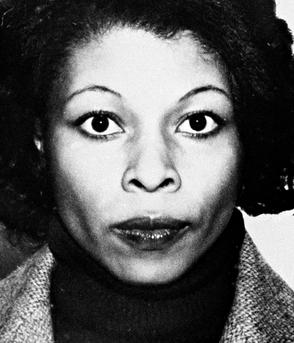
Kuwasi Balagoon a peut-être participé à l'évasion de prison d'Assata Shakur.

Le 27 mai 1978, Balagoon s'évade à nouveau, cette fois de la prison de Rahway dans le New Jersey, aidé par la Black Liberation Army et Sekou Odinga. Le 2 novembre 1979, avec la BLA et la May 19th Communist Organization, il participe probablement à l'évasion d'Assata Shakur,, condamnée pour le meurtre du policier Werner Foerster en 1973.

### Braquage de la Brink's

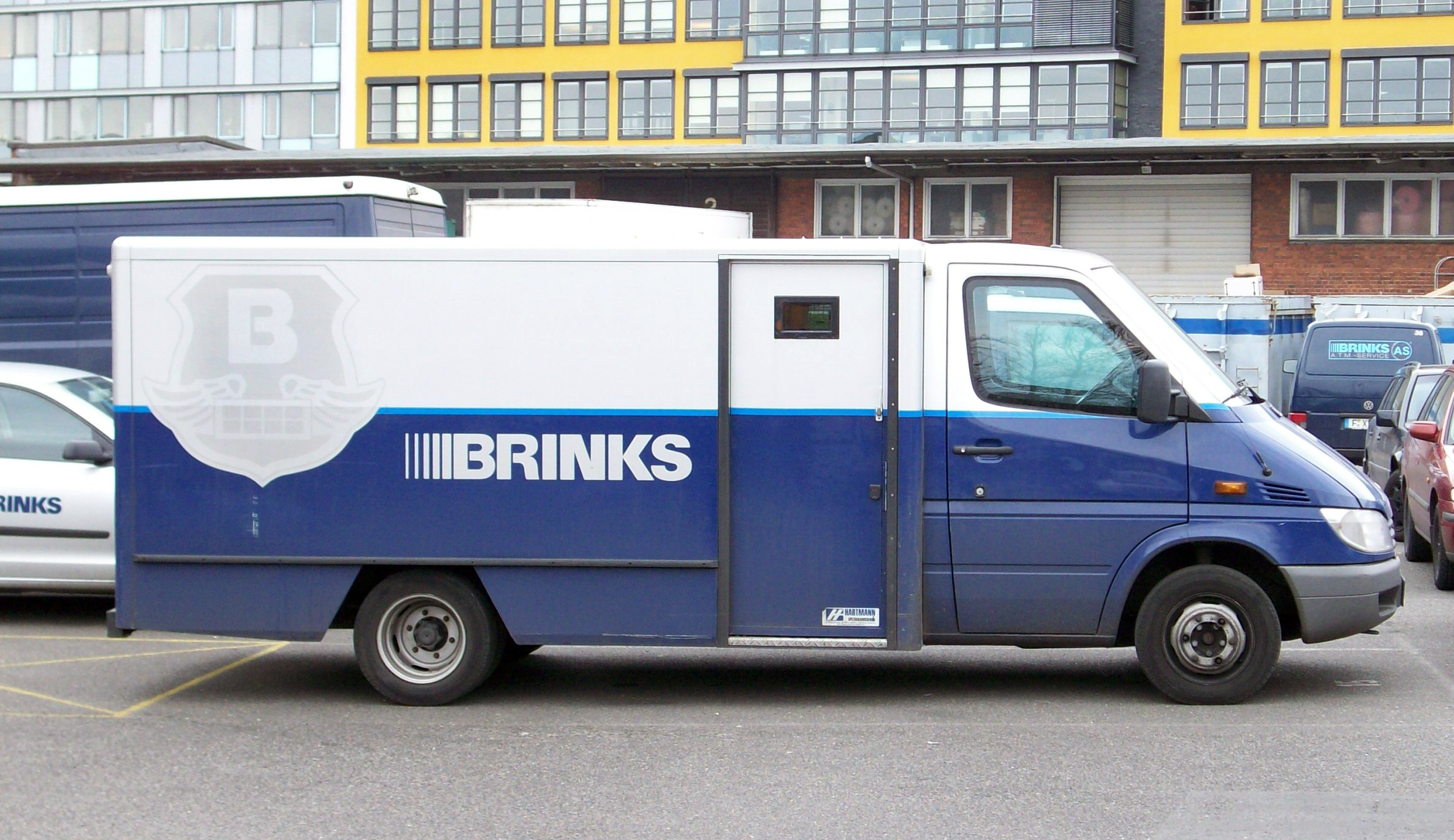
Camion blindé de la Brink's.

En 1981, quelques membres de la Black Liberation Army et du Weather Underground créent la Revolutionary Armed Task Force. L'objectif du groupe est de confisquer le capital pour le redistribuer à des programmes nationalistes et armés destinés à la jeunesse noire. 
Le braquage de la Brink's de 1981, qualifié d'« expropriation révolutionnaire », est organisé par la Black Liberation Army afin de s'emparer de fonds pour ses activités révolutionnaires et pour le soutien aux mouvements sociaux, notamment du Black Power et anti-colonialistes. Selon The Nation, les fonds extorqués doivent servir en particulier à payer l'hypothèque de la clinique d'acupuncture de Mutulu Shakur, qui soigne des toxicomanes à Harlem. Une fusillade éclate pendant le cambriolage dans des circonstances controversées : selon Kuwasi Balagoon lors de son procès, la BLA n'a ouvert le feu qu'après que l'agent de la Brink's, Peter Paige, s'est emparé de son arme, tandis que les policiers affirment que la BLA a ouvert le feu sans raison, version alors reprise par Time Magazine. Au cours du cambriolage, le coursier Peter Paige et les policiers Waverly Brown et Edward O'Grady II sont tués,. Les braqueurs prennent la fuite avec 1,6 million de dollars. 
Le 20 janvier 1982, Balagoon est arrêté et accusé d'avoir participé au cambriolage,. Bien qu'ayant demandé à être jugé avec Sekou Odinga, qui fait partie du même groupe militant que lui, il est finalement jugé avec David Gilbert et Judith Alice Clark, deux complices blancs. Gilbert et Brown sont victimes de violences physiques au commissariat et la police refuse tout soin médical à Brown pendant onze semaines. Il refuse d'être défendu par un avocat et décide de se représenter lui-même, utilisant sa plaidoirie pour rejeter l'autorité de la cour et se présenter comme un prisonnier de guerre,. Il est possible qu'Odinga et Balagoon aient volontairement été placés dans des procès séparés afin d'empêcher les jurys de les considérer comme un groupe organisé.
Dans sa plaidoirie, Balagoon affirme n'être accusé que de crimes de nature politique ou militaire et confirme être un soldat de la Black Liberation Army ; il ajoute ne pas avoir ouvert le feu en premier et estimer qu'en tant que soldat pour la liberté, il peut attaquer des soldats de l'ennemi, c'est-à-dire des policiers, mais pas des civils. Il fait remarquer qu'il n'est jamais en contact avec des prisonniers accusés de crimes non politiques, et qu'il n'est pas traité comme un criminel classique. Il ajoute que sur les dix ans passés en prison jusque-là, il en a passé sept à l'isolement ou dans une section séparée de la population générale incarcérée.
Sekou Odinga, appelé comme témoin, confirme que Balagoon et lui sont responsables du cambriolage et que les morts étaient « justifiées », alors qu'aucun accusé n'avait plaidé coupable jusque-là. Sekou Odinga, Kathy Boudin, et Mutulu Shakur sont finalement condamnés dans le cadre de la même affaire, mais lors de procès différents.
La délibération dure moins de deux heures et demie. Le 15 septembre 1983, Balagoon est condamné à 75 ans de prison, soit une condamnation à perpétuité,. Comme ses co-accusés, il refuse d'assister au verdict. Il écrit : « Quant aux soixante-quinze ans de prison, ils ne m'inquiètent pas vraiment, non seulement parce que je n'ai pas pour habitude de purger mes peines en entier ni d'attendre une libération conditionnelle ou d'autres absurdités du genre, mais aussi parce que l'État ne durera de toute façon pas soixante-quinze ou même cinquante ans. », Le juge chargé du cas s'étonne de la sévérité des sanctions, et certains journalistes critiquent le fait que les témoignages utilisés contre le trio soient ceux d'autres personnes jugées, qui auraient eu intérêt à mentir pour limiter leur propre peine. C'est notamment le cas des militants de Nouvelle Afrik Sammy Brown, Tyrone Rison, Kamau Bayette, et d'Yvonne Thomas, qui souffre de maladie mentale et fait une crise pendant une garde à vue prolongée.

### Fin de vie
En prison, Balagoon est vu comme une personne drôle et serviable, et son co-détenu et complice David Gilbert raconte que « l'humour de prison est le plus souvent soit déprimant, soit sexiste. Kuwasi a su créer un humour communautaire plus sain où nous riions des autorités, ou de nos propres défauts et prétentions »,. Il est aussi reconnu pour consacrer son seul jour de repos en prison à la pâtisserie et offrir des gâteaux aux prisonniers, ainsi que partager ses achats. Il organise également un cours d'éducation politique pendant plusieurs mois.
Il meurt de pneumocystose, une maladie causée par le syndrome d'immunodéficience acquise, le 13 décembre 1986, à 39 ans. Sa mort a lieu dans un centre médical de l'État de New York, où il a été transféré depuis l'établissement correctionnel d'Auburn où il était incarcéré.
Le 21 décembre 1986, la New Afrikan People's Organization tient une cérémonie funèbre en l'honneur de Balagoon à Harlem. Sa compagne et ses convictions sur les droits LGBT ne sont à aucun moment mentionnées au cours de la cérémonie.

## Vie sexuelle et amoureuse
Pendant sa vie, Balagoon est ouvertement bisexuel. Il a notamment une partenaire transgenre à long terme appelée Chicky,. Les groupes politiques noirs dont il fait partie ne discutent généralement pas de la vie sexuelle ou amoureuse de leurs membres, mais certains l'attaquent au sujet de sa relation avec une femme transgenre.
Après sa mort, de nombreux groupes dont il a fait partie, dont la New Afrikan People's Organisation, occultent sa bisexualité, ses relations amoureuses, et la cause de sa mort de leurs nécrologies, jugeant soit que le sujet relève seulement de sa vie privée, soit qu'il ne s'agit pas d'une mort au combat assez glorieuse.
En 2020, l'organisation Black and Pink, vouée à l'abolition de la prison et au soutien des prisonniers LGBTQ et séropositifs, remet un prix Kuwasi Balagoon pour les activistes séropositifs.

## Activités éditoriales
Balagoon écrit surtout de la poésie ; il en lit des extraits aux côtés des Last Poets à leurs débuts, et continue à écrire des textes en prison. Il dessine aussi beaucoup.
Il publie plusieurs textes, dont des poèmes, dans l'ouvrage collectif des Panther 21, Look for Me in the Whirlwind,. Balagoon écrit plusieurs textes en prison, la plupart d'entre eux étant publiés puis distribués par des réseaux de soutien aux prisonniers dans les années 1980 et 1990. En 2019, PM Press publie une collection de ses essais sous le titre Kuwasi Balagoon: A Soldier's Story. Il écrit aussi des nouvelles et articles politiques, publiés dans des journaux américains et canadiens noirs. Un de ses poèmes principaux, I'm a Wild Man (« Je suis un homme sauvage »), est autobiographique.

## Postérité
En 2003, l'ouvrage A Soldier's Story regroupe des essais de personnes ayant connu Balagoon et ses propres écrits à titre posthume. Le texte fait remarquer que le personnage a très peu été couvert et qu'on ne connaît presque rien de sa vie et de ses croyances en dehors de ses propres écrits et de ses affaires judiciaires.

### Citations en anglais
1. ↑  « [I] became a revolutionary and accepted the doctrine of nationalism as a response to the genocide practised by the United States government »
2. ↑  « As to the seventy-five years in prison, I am not really worried, not only because I am in the habit of not completing sentences or waiting on parole or any of that nonsense but also because the State simply isn't going to last seventy-five or even fifty years. »
3. ↑  « Most jailhouse humor is either bleak or sexist. Kuwasi was able to create a healthier community humor where we'd be laughing at the authorities, or at our own foibles and pretensions. »

### Audiovisuel
- Joel Sucher, Steven Fischler, Anarchism in America, The National Endowment for the Humanities, Pacific Street Film Projects, 1981, voir en ligne.
- (en) [vidéo][Production de télévision] « Kuwasi Balagoon interviewed on local news television, 1980s », wpix-tv (consulté le 1er février 2023)